# 富平県
富平県（ふへい-けん）は、中華人民共和国陝西省渭南市に位置する県。

## 行政区画
- 街道:城関街道
- 鎮:荘里鎮、張橋鎮、美原鎮、流曲鎮、淡村鎮、留古鎮、老廟鎮、薛鎮、到賢鎮、曹村鎮、宮里鎮、梅家坪鎮、劉集鎮、斉村鎮

## 出身者
- 胡景翼 - 清末民初の軍人。中国同盟会に属す。後に国民軍の有力指揮官となった。
- 習仲勲 - 国務院秘書長（1954年-1965年）など。習近平の父。